# Station Woldingham
Woldingham is een spoorwegstation van National Rail in Woldingham, Tandridge in Engeland. Het station is eigendom van Network Rail en wordt beheerd door Southern. Het station is geopend in 1885.